# Canavieira
Canavieira é um município brasileiro do estado do Piauí.

## Geografia
Este município se localiza a a uma latitude 07º41'17" sul e a uma longitude 43º43'14" oeste, estando a uma altitude de 180 metros, uma área de 1887,9 km². Sua população no último censo em 2022 foi computada em 3.414 habitantes, uma redução em relação à população recenseada em 2010, quando Canavieira possuía 3.921 habitantes.

## Organização Político-Administrativa
Sendo um município do Brasil, Canavieira é administrada por dois poderes, o executivo e o legislativo, independentes e harmônicos entre si. O primeiro é representado pelo prefeito, auxiliado pelo seu gabinete de secretários e eleito pelo voto popular para um mandato de quatro anos, sendo permitida uma única reeleição para mais um mandato consecutivo, enquanto que o segundo é representado pela Câmara Municipal de Canavieira, órgão colegiado de representação dos munícipes que é composto por 9 vereadores também eleitos por sufrágio universal.
As atuais autoridades que ocupam cargos da organização político-administrativa de Canavieira são as seguintes (data: 6 de fevereiro de 2024):
- Prefeito: Joan de Albuquerque Rocha - PT (2021/-)[7]
- Vice-prefeito: Abdon Ramos Silva Medeiros - PTB (2021/-)[7]
- Presidente da Câmara: ?